# Must Get Out
Must Get Out е петият и последен сингъл от дебютния албум на Maroon 5 „Songs About Jane“. Издаден е през 2005 и достига до номер 39 във Великобритания.

## Списък с песните
1. Must Get Out (Джеси Кармайкъл, Адам Лавин)
2. This Love (Акустична версия) (Джеси Кармайкъл, Адам Лавин)